# The BBC Sessions 1970-1976
The BBC Sessions 1970-1976 is het 28e album van de Britse progressieve-rockmusicus Kevin Ayers.
Op de dubbel-cd staan alle nummers van het album Singing the Bruise en van First Show in the Appearance, aangevuld met vijf nog niet eerder uitgebrachte versies/nummers (hieronder aangeduid met n).
De opnamen voor de cd's zijn allemaal gemaakt in de BBC-studio's in Londen. De opnamen voor de eerste cd:
- 10 februari 1970, nummers 1-4, producer: John Walters
- 20 mei 1970, nummers 5-7, producer: Peter Harwood
- 9 juni 1970, nummers 8-10, producer: John Walters
- 17 mei 1972, nummers 11-16, producer: Jeff Griffin

De opnames voor de tweede cd:
- 11 april 1973, nummers 1-3, producer: Pete Ritzema
- 9 juli 1974, nummers 4-7, producer: Pete Ritzema
- 11 november 1974, nummer 8, producer: Bernie Andrews
- 13 juli 1976, nummers 9-12, producer: Jeff Griffin

## Tracklist
Eerste cd
1. Clarence in Wonderland (n) - 4:52
2. Stop This Train (n) - 5:47
3. Why Are We Sleeping? - 8:53
4. The Hat Song - 3:15
5. Gemini Chile - 3:15
6. Lady Rachel - 6:22
7. Shooting at the Moon (n) - 3:16
8. Derby Day - 3:07
9. The Interview - 0:59
10. We Did It Again / Murder in the Air - 11:41
11. Lunatic's Lament (n) - 4:28
12. The Oyster & the Flying Fish - 3:03
13. Butterfly Dance - 3:38
14. Whatevershebringswesing - 7:46
15. Falling in Love Again - 3:30 (Connelly/Hollander)
16. Queen Thing - 0:54

Tweede cd
1. Interview - 5:19
2. O Wot a Dream - 2:44
3. Shouting in a Bucket Blues (albumversie) - 3:47
4. Another Whimsical Song - 0:26
5. Lady Rachel - 3:53
6. Stop This Train - 6:11
7. Didn't Feel Lonely till I Thought of You - 4:38
8. Stranger in Blue Suede Shoes - 3:39
9. Mr Cool - 3:02
10. Love's Gonna Turn You Round - 4:45
11. Star - 4:41
12. Ballad of Mr Snake - 2:22

## Bezetting
- Kevin Ayers: zang, gitaar

Met op cd 1:
- Lol Coxhill: sopraansaxofoon (1-10)
- Robert Wyatt: drums, achtergrondzang (1-4)
- David Bedford: piano(1-10)
- Mike Ratledge: orgel (1-4)
- Hugh Hopper: basgitaar (1-4)
- Elton Dean: altsaxofoon (1-4)
- Lyn Dobson: dwarsfluit (1-4)
- Nick Evans: trombone (1-4)
- Mike Oldfield: basgitaar (5-10)
- Mick Fincher: drums (5-10)
- Archie Leggett: basgitaar, zang (11-16)

en op cd 2:
- Archie Leggett: basgitaar, zang (1-8)
- Eddie Sparrow: drums, achtergrondzang (1-3)
- Mike Ratledge: orgel (1)
- Ollie Halsall: gitaar (4-7)
- John 'Rabbit' Bundrick: keyboard (4-8)
- Freddie Smith: drums (4-8)
- Andy Summers: gitaar (9-12)
- Zoot Money: keyboard (9-12)
- Charlie McCracken: basgitaar (9-12)
- Rob Townsend: drums (9-12)